# Mastophora alachua
Mastophora alachua är en spindelart som beskrevs av Levi 2003. Mastophora alachua ingår i släktet Mastophora och familjen hjulspindlar. Inga underarter finns listade i Catalogue of Life.